# Liste dänischer Hoflieferanten

Lieferanten des dänischen Königs und des Hofes dürfen das große Wappen öffentlich führen

In Dänemark wird zwischen den Kammerlieferanten des Königs oder der Königin (dänisch: Kongelig Hofleverandør) und Lieferanten an den königlichen Hof (Leverandør til Det Kongelige Danske Hof) unterschieden.

## Kammerlieferanten (Kongelig Hofleverandør)
Die unvollständige Liste unten sollte eine Gesamtaufzählung aller Lieferanten, inklusive der ehemaligen, sein:
- A. Dragsted – Goldschmied und Juwelier; Ernennung: 1898
- A. Michelsen – Juwelier; Ernennung: 1848 (mittlerweile Teil von Royal Copenhagen)
- A. C. Bang A/S – Kürschner; Ernennung: 1905
- A.C. Perchs Thehandel – Tee; Ernennung: 2002
- Anker Kysters Eftf. – Buchbinder; Ernennung: 1949
- Bering House of Flowers – Blumen; Ernennung: 1990
- Bing & Grøndahl – Porzellan; Ernennung: 1913
- Birger Christensen A/S – Kürschner; Ernennung: 1961
- Bon Gout – Taschen; Ernennung: 1993
- C.E. Fritzsche – Glasmacher; Ernennung: 1840
- C.L. Seifert A/S – Schneider; Ernennung: 1903
- Carl Petersens Blomsterhandel – Blumen; Ernennung: 1955
- Celli Freifeldt – Schneider; Ernennung: 1994
- Co’libri – Buchbinder; Ernennung: 1998
- Den Kongelige Porcelænsfabrik A/S – Porzellan; Ernennung: 1985
- Deerhunter  – Textilien: Ernennung: 2009
- Egmont Holding A/S – Buchverlag; Ernennung: 1914
- F. Bülow & Co. – Eau de Cologne; Ernennung: 1948
- Farina gegenüber – Eau de Cologne; Ernennung 1847
- Ford Motor Company A/S – Automobile; Ernennung: 1950
- Georg Bestle A/S – Weinhändler; Ernennung: 1913
- Georg Jensen Damask – Damast; Ernennung: 2000
- Georg Jensen Sølvsmedie A/S – Silberschmied; Ernennung: 1924
- H. Carstensen Malerforretning – Maler; Ernennung: 1950
- Hannibal Sander A/S – Textilien; Ernennung: 1949
- Harboes Bryggeri – Brauerei; Ernennung 2008
- Holger Clausens Bolighus – Möbel; Ernennung: 1949
- Holmegaards Glasværker – Glaswaren; Ernennung: 1934
- IBM Danmark A/S – Computer; Ernennung: 1985
- Illums Bolighus – Möbel; Ernennung: 1997
- J.H. Schultz Grafisk A/S – Druckerei; Ernennung: 1984
- Jacob Kongsbak Lassen – Fischhändler; Ernennung: 1992
- Jean-Léonard – Friseur; Ernennung: 1987
- JYSK – Einrichtungsunternehmen; Ernennung: 2010[1]
- Kay Bojesen A/S – Silberwaren; Ernennung: 1952
- Kjær & Sommerfeldt A/S – Weinhändler; Ernennung: 1901
- Klaus Møller – Fotograf; Ernennung: 1993
- Kodak A/S – Fotoartikel; Ernennung: 1918
- Kristian F. Møller – Buchhändler; Ernennung: 1922
- LEGO A/S – Spielzeug; Ernennung: 1986
- Limfjords Østers Kompagniet A/S – Austern; Ernennung: 1910
- Lysberg, Hansen & Therp A/S – Möbel; Ernennung: 1922
- M.W. Mørch & Søns Eftf. – Ordensbänder; Ernennung: 1990
- Magasin du Nord – Warenhaus; Ernennung: 1953
- Nybo Jensen Konfektion A/S – Konfektionskleidung; Ernennung: 2002
- Oluf Brønnum & Co. A/S – Küchenbedarf; Ernennung: 1954
- Paul Olsen A/S – Tabak; Ernennung: 1962
- Peter F. Heering A/S – Liköre; Ernennung: 1876
- Peter Hertz A/S – Juwelier; Ernennung: 1906
- Randers Handskefabrik – Handschuhe; Ernennung: 2000
- Schous Beslagsmedie – Hufschmied; Ernennung: 1994
- Sømods Bolcher – Süßigkeiten; Ernennung: 1991
- Tapet-Café – Kaffee; Ernennung: 2007
- Thiele Briller – Brillen; Ernennung: 1931
- Trianon – Bäcker; Ernennung: 1970
- Volvo Personvogne Danmark A/S – Automobile; Ernennung: 1993
- Xerox A/S – Kopiermaschinen; Ernennung: 1978
- Århus Possementfabrik A/S – Posamenten; Ernennung: 2000

## Hoflieferanten (Leverandør til Det Kongelige Danske Hof)
- Aktieselskabet Beauvais – Lebensmittel; Ernennung: 1905
- Albani Bryggerierne A/S – Getränke; Ernennung: 1963
- Anthon Berg A/S – ; Ernennung: 1957
- ASP-Holmblad A/S – ; Ernennung: 1907
- Bang & Olufsen A/S – Unterhaltungselektronik; Ernennung: 1959
- Bisca A/S – ; Ernennung: 1952
- Bornholms Konservesfabrik A/S – Lebensmittel; Ernennung: 1963
- Brødrene Dahl a/s – ; Ernennung: 1950
- Carlsberg A/S – Getränke; Ernennung: 1904
- Castrol A/S – ; Ernennung: 1967
- Ceres Bryggerierne A/S – Getränke; Ernennung: 1914
- Danisco Sugar – ; Ernennung: 1964
- Danæg – ; Ernennung: 1906
- De Danske Spritfabrikker – ; Ernennung: 1962
- ECCO Sko A/S – Schuhe; Ernennung: 1991
- egetæpper a/s – ; Ernennung: 2002
- Galle & Jessen A/S – ; Ernennung: 1949
- Glyngøre Limfjord A/S – ; Ernennung: 1963
- House of Prince A/S – ; Ernennung: 1991
- HØNG Skimmeloste – ; Ernennung: 1960
- J.C. Hempel’s Skibsfarve-Fabrik A/S – ; Ernennung: 1973–
- Le Klint A/S – ; Ernennung: 2003
- LK A/S – ; Ernennung: 1960
- Morsø Jernstøberi A/S – ; Ernennung: 1915
- Munke Mølle A/S – ; Ernennung: 1985
- Nobel Cigars A/S – Zigarren; Ernennung: 1962
- Odense Marcipan A/S – ; Ernennung: 1961
- Peter Justesen Company A/S – ; Ernennung: 1982
- Poulsen Roser A/S – Rosen; Ernennung: 1968
- Raadvad A/S – ; Ernennung: 1951
- Royal Greenland A/S – ; Ernennung: 1985
- S. Dyrup & Co A/S – ; Ernennung: 1961
- Skælskør Frugtplantage A/S – ; Ernennung: 1960
- Statoil A/S – ; Ernennung: 1923
- Steff-Houlberg – ; Ernennung: 1956
- Sv. Michelsen Chokolade A/S – ; Ernennung: 1992
- TDC Tele Danmark – ; Ernennung: 1997
- Thor Bryggerierne A/S – Getränke; Ernennung: 1956
- Toms Fabrikker A/S – ; Ernennung: 1949
- Tuborgs Bryggerier A/S – Getränke; Ernennung: 1914
- Tulip Food Company – Nahrungsmittel; Ernennung: 1966
- Tørsleff & Co. A/S – ; Ernennung: 1956
- Vingaarden A/S – ; Ernennung: 1948
- Wiibroes Bryggeri A/S – Getränke; Ernennung: 1951